# Ai Weiwei
Ai Weiwei (en chino, 艾未未; pinyin, Ài Wèiwèi; Pekín, 28 de agosto de 1957) es un activista y artista contemporáneo chino. Ai colaboró con los arquitectos suizos Herzog & de Meuron como asesor artístico en el Estadio Nacional de Pekín para los Juegos Olímpicos de 2008. Como activista, ha criticado constantemente al gobierno chino por su postura respecto a la democracia y los derechos humanos. También ha investigado corrupción gubernamental y encubrimientos en China, particularmente el caso del derrumbe de escuelas en Sichuan tras el terremoto de 2008. El 3 de abril de 2011 fue detenido en el aeropuerto internacional de Pekín, estuvo bajo arresto durante 81 días sin cargos oficiales, y funcionarios aludieron todo a "delitos económicos".

## Vida

### Primeros años y trabajo
Ai Weiwei es hijo del poeta chino Ai Qing, denunciado durante el Movimiento Anti-Derechista. En 1958, la familia fue enviada a un campo de trabajo en Beidahuang, Heilongjiang, cuando Ai Weiwei tenía un año de edad. Posteriormente fueron exiliados a Shihezi, Xinjiang en 1961, donde vivió durante 16 años. Tras la muerte de Mao Zedong y el fin de la Revolución Cultural, la familia regresó a Pekín en 1976.
En 1978, Ai se matriculó en la Academia de Cine de Pekín y estudió animación. En 1978, fue uno de los fundadores del grupo vanguardista “Stars” con influencias avant garde, junto a Ma Desheng, Wang Keping, Mao Lizi, Huang Rui, Li Shuang, Zhong Acheng y Qu Leilei. El grupo se disolvió en 1983, sin embargo Ai participó regularmente en las exhibiciones realizadas por el grupo, como The Stars: Ten Years en 1989 (Hanart Gallery, Hong Kong y Taipéi) y una exposición retrospectiva en Pekín en 2007: Origin Point (hoy Museo de Arte de Pekín). En 2014, Ai Weiwei realizó una instalación llamada Illumination situada en un antiguo hospital de prisión, con la intención de verse y sentirse como en una película de terror. Para este trabajo, Ai instaló grabaciones de tibetano y cantos nativos estadounidenses en dos salas de evaluación psiquiátrica, cámaras de baldosas creadas para la observación de pacientes con enfermedades mentales. Los ruidos, espirituales, fuertes y culturalmente significativos, contrastan con las paredes de color menta brillante. El sentido clínico y de conciencia es sorprendente, brinda la sensación de presencia a un lugar que, cuando estaba abierto, era destinado a someter al humano. Inquietante y estéticamente agradable, la exhibición expone temas como la libertad de expresión y los derechos humanos mediante la creación de una posibilidad artística dentro y alrededor de un sistema que no funciona. Dar voz a disidentes silenciados, provocó nuevos simpatizantes al tema.

### Tiempo en EE. UU.

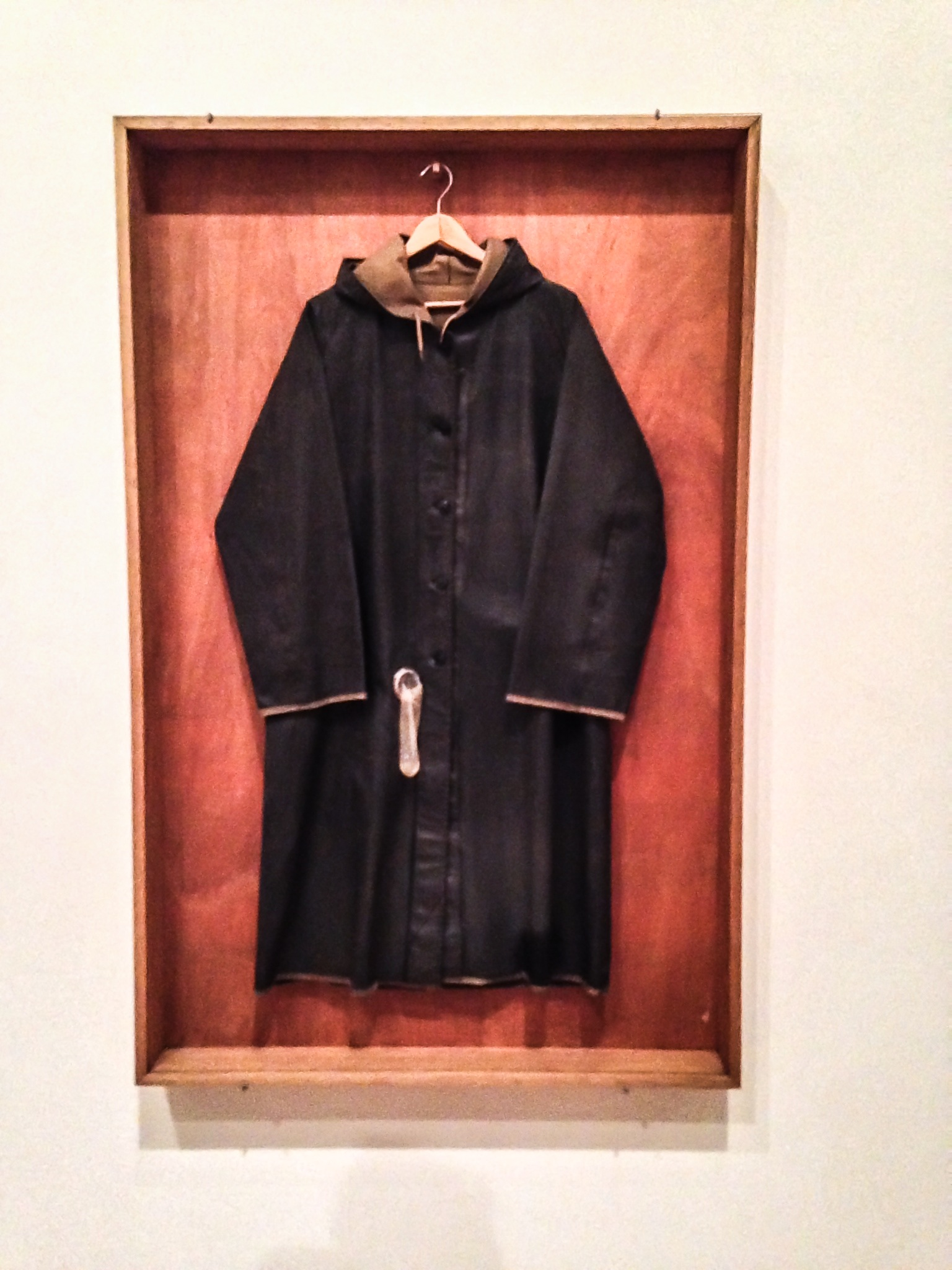
El impermeable, con un agujero cerca de la cintura cubierto por un condón, pretende describir la crisis de SIDA que Ai observó en Nueva York.

De 1981 a 1993, Ai vivió en los Estados Unidos, mayoritariamente en Nueva York. Estudió brevemente en Parsons School of Design. Ai Weiwei participó en la Liga de Estudiantes de Arte de Nueva York desde 1983 hasta 1986, donde estudió con Bruce Dorfman, Knox Martin y Richard Poussette-Dart. Más tarde abandonó la escuela, ganándose la vida con retratos callejeros y trabajos ocasionales. Durante este período ganó la exposición de obras de Marcel Duchamp, Andy Warhol y Jasper Johns, y comenzó a crear arte conceptual alterando objetos anteriormente realizados.
Ai se hizo amigo del poeta Allen Ginsberg mientras vivía en Nueva York, después de un encuentro casual en una sesión de lectura, donde Ginsberg leyó varios poemas sobre China. Ginsberg había viajado a China donde conoció al padre de Ai, el poeta Ai Qing, como consecuencia Ginsberg y Ai se volvieron amigos.
Cuando vivía en East Village (1983-1993), Ai solía llevar una cámara, con la cual tomaría imágenes de su entorno. La colección resultante sería más tarde seleccionada y reconocida como New York Photographs.
Al mismo tiempo, Ai quedó fascinado por juegos de cartas como blackjack y comenzó a frecuentar casinos de Atlantic City. Actualmente sigue siendo considerado jugador profesional de blackjack nivel superior de acuerdo a un artículo de blackjackchamp.com.

### Regreso a China
En 1993, Ai regresó a China después de que su padre enfermara. Ayudó a establecer el grupo de artistas experimentales "Beijing East Village" y publicó una serie de tres libros sobre esta nueva generación con el curador chino Feng Boyi: Black Cover Book (1994), White Cover Book (1995) y Gray Cover Book (1999).
En 1999 se trasladó a Caochangdi, al noreste de Pekín, y construyó una casa estudio, su primer proyecto arquitectónico. Debido a su interés por la arquitectura, fundó el estudio Diseño FALSA, en 2003. En 2000, fue co-curador de la exposición de arte "Fuck Off" con el curador Feng Boyi en Shanghái, China.
Ai Weiwei está casado con la artista Lu Qing y tiene un hijo de una relación extramarital, Lao.

### Estancia en Alemania y Reino Unido
Ai reside actualmente en el Alentejo (Portugal), tras vivir previamente en Cambridge (Reino Unido) y pasar cuatro años en Berlín, adonde se trasladó tras permitirle las autoridades chinas abandonar el país. En una entrevista en enero de 2020 con el diario The Guardian criticó el trato dado por los alemanes a los ciudadanos extranjeros y relató experiencias xenófobas sufridas por él y por su hijo Lao.

## Actividad política y controversias

### Actividad en Internet
En 2005, Ai fue invitado a bloggear para Sina Weibo, la plataforma de Internet más grande de China. Publicó su primer blog el 19 de noviembre. Durante cuatro años "presentó un flujo constante de mordaz crítica social, política, así como pensamientos sobre arte, arquitectura y escritos autobiográficos." El blog fue cerrado el 28 de mayo de 2009 debido a su popularidad, y la actitud y opiniones respecto a eventos como el terremoto de Sichuan y los Juegos Olímpicos de Pekín. Desde entonces escribe en Twitter invirtiendo al menos 8 horas diarias en la plataforma. Tuitea casi exclusivamente en chino bajo el nombre @aiww. El 31 de diciembre de 2013, Ai Weiwei declaró que iba a dejar Twitter, pero la cuenta se mantiene activa mediante retuits y fotos de Instagram.

### Investigación Ciudadana sobre las víctimas en Sichuan
Diez días después del terremoto de 8.0 grados que tuvo lugar en la provincia de Sichuan el 12 de mayo de 2008, Ai Weiwei dirigió a un equipo para estudiar y filmar las condiciones post-terremoto en varias zonas de desastre. En respuesta a la falta de transparencia en la revelación de los nombres de los estudiantes que perecieron debido a la deficiente construcción del campus de la escuela, Ai reclutó voluntarios en línea y puso en marcha una "Investigación Ciudadana" para compilar los nombres e información de los estudiantes. El 20 de marzo de 2009, se publicó un blog titulado "Citizens' Investigation" y escribió: "Para recordar a los fallecidos, para mostrar preocupación por la vida, asumir la responsabilidad y por la felicidad potencial de los sobrevivientes, estamos iniciando un grupo, Citizens' Investigation, vamos a buscar los nombres de cada niño fallecido y vamos a recordarlos."
Para el 14 de abril de 2009, la lista alcanzaba los 5,385 nombres. Ai publicó los nombres, así como numerosos artículos que documentan la investigación en su blog,  el cual fue cerrado por las autoridades chinas en mayo de 2009. La lista de nombres fue puesta, también, en una de las paredes de su oficina en FAKE Design ubicada en Pekín.
Ai sufría dolores de cabeza y afirmaba dificultad para concentrarse en su trabajo desde su regreso de Chengdu en agosto de 2009, donde fue golpeado por la policía al tratar de testimoniar a favor de Tan Zuoren, becario investigador de la construcción de mala calidad en el terremoto. El 14 de septiembre de 2009, Ai fue diagnosticado con hemorragia interna en un hospital de Múnich, donde tuvo una cirugía cerebral de emergencia. Se cree que la hemorragia cerebral está vinculada con el ataque policiaco.
Según Financial Times, en un intento de forzar a Weiwei a dejar el país, dos cuentas utilizadas por él fueron hackeadas en un sofisticado ataque vía Google China llamado Operación Aurora, sus contenidos fueron leídos y copiados, sus cuentas bancarias fueron investigadas por agentes de seguridad del Estado que argumentaban la investigación debido a "crímenes no especificados".

### Controversia en Shanghai Studio
En noviembre de 2010, Ai fue puesto bajo arresto domiciliario por la policía china. Ai declaró que fue para evitar la demolición de su recientemente construido Shanghai Studio.
El edificio fue diseñado y construido por Ai al estímulo y persuasión de un "alto funcionario de Shanghai", como parte de un nuevo espacio cultural diseñado por las autoridades municipales de Shanghái. Ai lo habría utilizado como estudio y salón para cursos de arquitectura, sin embargo fue acusado de erigir la estructura sin el permiso necesario y un aviso de demolición se ordenó; Ai argumentaba el apoyo entusiasta de los funcionarios y todo un proceso de solicitud y planificación "bajo la supervisión del gobierno". Según Ai, varios artistas habían sido invitados a construir estudios en esa área de Shanghái por iniciativa de funcionarios gubernamentales que querían crear un espacio cultural.
El 3 de noviembre de 2010, Ai dijo que el gobierno le informó dos meses antes que el estudio, recién terminado, sería demolido. Ai se quejó por la injusticia, ya que era "el único cuyo estudio sería destruido". The Guardian informó a Ai asegurando que las autoridades de Shanghái estaban "frustradas" por personas que tocaban temas considerados sensibles: dos de los más conocidos incluyen al residente Feng Zhenghu, que vivió en exilio forzado durante tres meses en el aeropuerto de Narita, Tokio, y Yang Jia, que asesinó a seis agentes de la policía de Shanghái.
Al final, el partido se llevó a cabo sin la presencia de Weiwei; sus partidarios festejaron en River Crab, una alusión a la "armonía" y un eufemismo utilizado para burlarse de la censura oficial. Ai fue liberado de su arresto domiciliario al día siguiente.
Al igual que otros activistas e intelectuales, se le prohibió salir de China a finales de 2010. Ai sugirió que las autoridades le impedían la salida para evitar su asistencia a la ceremonia de entrega del Premio Nobel de la Paz a su compañero disidente Liu Xiaobo, en diciembre de 2010. Ai dijo que no había sido invitado a la ceremonia e intentó viajar a Corea del Sur, sin embargo se le dijo que no podía dejar el país por razones de seguridad nacional.
En la noche del 11 de enero de 2011, el estudio de Ai fue demolido en un movimiento sorpresa por el gobierno local.

### Arresto en el 2011
El 3 de abril de 2011, en el Aeropuerto Internacional de Pekín justo antes de tomar un vuelo a Hong Kong, después de buscarlo en su estudio. Un contingente policial, de aproximadamente 50 oficiales, llegó a su estudio y buscó las premisas. Se llevaron computadoras portátiles y el disco duro de la computadora principal; junto con Ai, la policía detuvo a ocho miembros del personal y a su esposa, Lu Qing. La policía también visitó a la madre de su hijo, que en ese momento tenía dos años. Mientras que los medios estatales originalmente informaron, el 6 de abril, que Ai había sido detenido porque "sus procedimientos de salida estaban incompletos", el Ministerio de Asuntos Exteriores Chino dijo, el 7 de abril, que Ai fue detenido bajo investigación por presuntos delitos económicos. Luego, el 8 de abril, la policía regresó al taller de Ai para examinar sus asuntos financieros. El 9 de abril, el contador de Ai, su socio Liu Zhenggang y el conductor Zhang Jingsong, desaparecieron, su ayudante Wen Tao ha permanecido desaparecido desde el arresto de Ai, el 3 de abril. La esposa de Ai dijo que fue convocado por la oficina fiscal del distrito de Chaoyang de Pekín, donde fue interrogada acerca de los impuestos de su estudio el 12 de abril. South China Morning Post informa que Ai recibió al menos dos visitas de la policía, la última de ellas el 31 de marzo, tres días anteriores a su detención, al parecer proponiéndole pertenecer a la Conferencia Consultiva Política del Pueblo Chino. Un miembro del personal dijo que Ai había mencionado recibir la oferta, "pero no dijo si era un miembro de la CCPPCh a nivel municipal o nacional, de manera que no respondió si aceptaba o no."
El 24 de febrero, en medio de una campaña en línea de protesta por disidentes en el extranjero, Ai publicó en su cuenta de Twitter: " Al principio no me importó lo del jazmín, pero la gente que le teme al jazmín publicó información acerca de lo dañino que es a veces es el jazmín... lo que me hizo pensar que es el jazmín a lo que más le temen"

#### Respuesta al arresto
Analistas y otros activistas dijeron Ai había permanecido prácticamente intocable, pero Nicholas Bequelin, de Human Rights Watch, sugiere que su detención funcionó para enviar el mensaje de que nadie era inmune, sospechando, también, que debió haber tenido la aprobación de alguien de alto rango. Los gobiernos internacionales, grupos de derechos humanos y las instituciones de arte, entre otros, pidieron la liberación de Ai. Los funcionarios chinos no notificaron a la familia de su paradero.
Los medios estatales comenzaron describiendo Ai como "desviado y plagiario" a principios de 2011. La filial de China Daily, Global Times, atacó a Weiwei el 6 de abril de 2011 diciendo: "A Weiwei le gusta hacer cosas 'que otros no se atreven a hacer.' Ha estado cerca de la línea roja de la legislación china. Objetivamente hablando, la sociedad china no tiene mucha experiencia en el trato con estas personas. Sin embargo, mientras Ai Weiwei marche hacia adelante de forma continua, inevitablemente, tocará la línea roja." Dos días más tarde, la revista despreció a medios occidentales que catalogaban el cargo de Ai como un "catch-all crimen" y denunció el uso de su activismo político como un "escudo legal" contra crímenes cotidianos. Dijo que "la detención de Ai es uno de los muchos casos judiciales tramitados en China todos los días. Es pura fantasía creer que el caso de Ai se tratará de manera especial o injusta." Frank Ching expresa en South China Morning Post que la forma en la Global Times cambió radicalmente su posición de un día al otro era una reminiscencia de "Alicia en el País de las Maravillas".

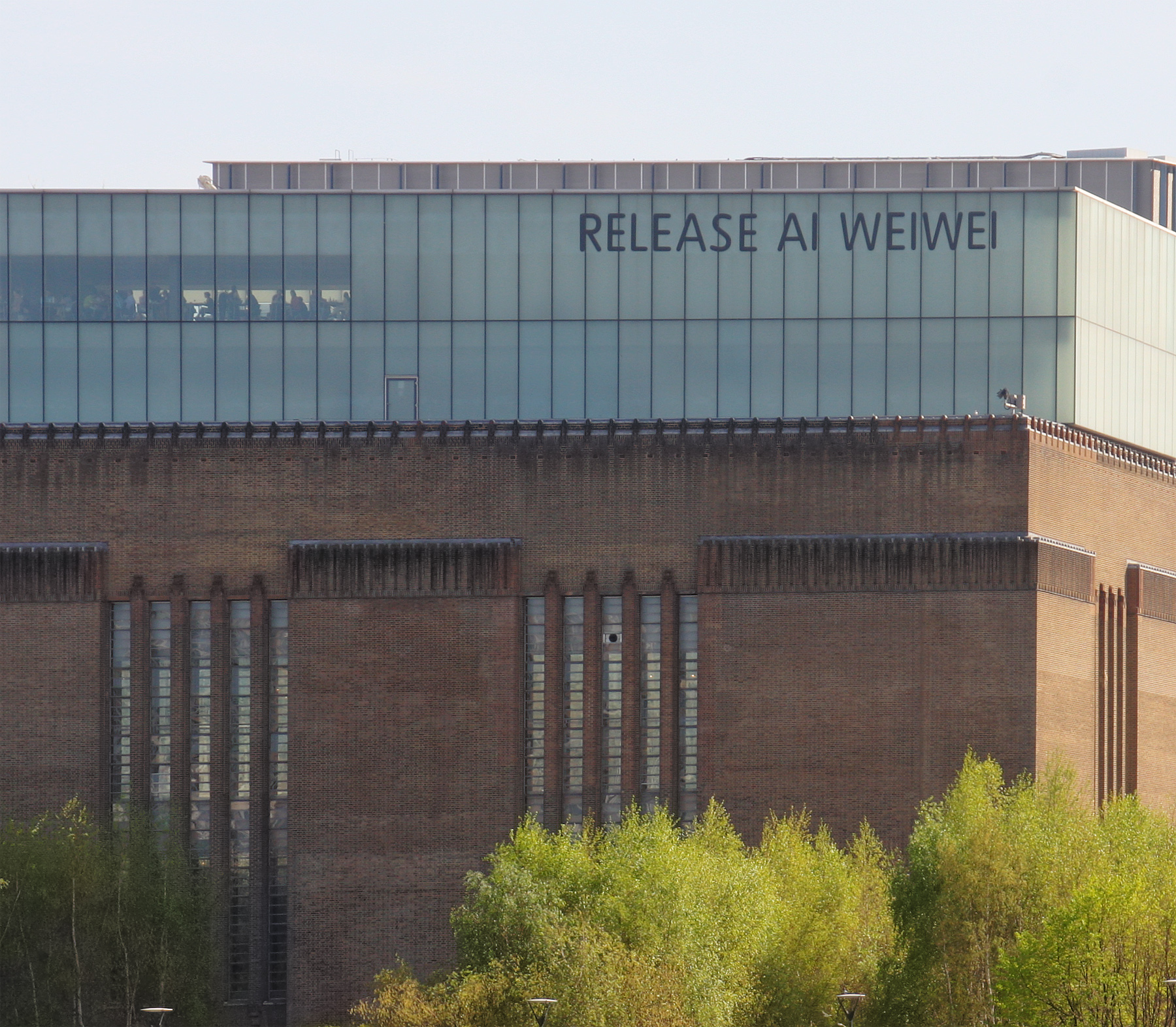
Tate Modern en Londres, casa de la obra Sunflower Seeds, tiene un gran letrero en el que se lee "Release Ai Weiwei" ("Liberen a Ai Weiwei").

Michael Sheridan de The Times sugirió que Ai se había prácticamente ofrecido a las autoridades debido a su arte provocador, especialmente con fotografías de sí mismo desnudo utilizando sólo un juguete de alpaca para ocultar su modestia, con la leyenda「草泥 马 挡 中央」 ("hierba de caballo de barro cubre el centro"). El término posee un doble significado en chino: una posible interpretación estuvo a cargo de Sheridan como: "A la mierda tu madre, el Comité Central del partido."
Ming Pao, de Hong Kong, reaccionó enérgicamente al ataque de los medios de comunicación sobre Ai, diciendo que las autoridades habían empleado "una cadena de acciones fuera de la ley, haciendo más daño a un sistema ya débil legalmente, y para la imagen global del país." El periódico pro-Pekín en Hong Kong, Wen Wei Po, anunció que Ai fue detenido por evasión de impuestos, bigamia y difusión de imágenes indecentes en Internet con varias instancias de fuerte retórica. Partidarios dijeron "el artículo debe ser visto como un ataque de los medios a Ai, más que como un relato preciso de la investigación."
Estados Unidos y la Unión Europea protestaron la detención de Ai. La comunidad artística internacional también movilizó peticiones para la liberación de Ai: "1001 Chairs for Ai Weiwei" fue organizado por Creative Time de Nueva York, exigiendo a los artistas llevar sillas a embajadas y consulados chinos en todo el mundo el 17 de abril de 2011, a las 13:00 horas, "para sentarse pacíficamente en apoyo de la liberación inmediata del artista." Artistas de Hong Kong, Alemania y Taiwán asistieron y pidieron la liberación de Ai.
Una de las mayores protestas por parte de museos en Estados Unidos tuvo lugar los días 19 y 20 de mayo, cuando el Museo de Arte Contemporáneo de San Diego organizó una protesta silenciosa de 24 horas en la que los participantes voluntarios, entre ellos miembros de la comunidad, medios y el personal del museo, ocuparon dos sillas tradicionales chinas por períodos de una hora. La sentada de 24 horas fue como referencia a la escultura de Ai, Marble Chair, dos de los cuales estaban a la vista y fueron adquiridas posteriormente para la colección permanente del Museo.
La Fundación Solomon R. Guggenheim y el Consejo Internacional de Museos, después de organizar peticiones, recogieron más de 90.000 firmas para pedir la liberación de Ai. El 13 de abril de 2011, un grupo de intelectuales europeos liderado por Václav Havel emitió una carta abierta a Wen Jiabao, condenando la detención y exigiendo la inmediata liberación de Ai. Los firmantes incluyen Ivan Klíma, Jiří Gruša, Jáchym Topol, Elfriede Jelinek, Adam Michnik, Adam Zagajewski, Helmuth Frauendorfer y Bei Ling, un poeta chino en exilio que redactó y firmó la carta.
El 16 de mayo de 2011, las autoridades chinas permitieron a la esposa de Ai a visitarlo brevemente. Liu Xiaoyuan, su abogado y amigo personal, informó que Wei estaba en buenas condiciones físicas y recibía tratamiento para su diabetes crónica e hipertensión; no se encontraba en una cárcel u hospital, sino bajo arresto domiciliario.
Ai Weiwei fue sujeto del documental de 2012 Ai Weiwei: Never Sorry, dirigido por el director americano Alison Klayman, el film recibió premiación especial por parte del jurado del Sundace Film Festival e inauguró Hot Docs Canadian International Documentary Festival, el festival documental más grande de Norteamérica, en Toronto el 26 de abril de 2012.

#### Liberación
El 22 de junio de 2011, las autoridades chinas liberaron a Ai después de tres meses de detención por "evasión de impuestos". Beijing Fake Cultural Development Ltd., compañía controlada por Ai había, supuestamente, evadido impuestos y destruido documentos contables de manera intencional. Los medios de comunicación estatales informaron que se le concedió libertad bajo fianza debido a su "buena actitud al confesar sus crímenes", disposición a pagar impuestos atrasados y sus enfermedades crónicas. De acuerdo al Ministerio de Relaciones Exteriores de China, tiene prohibido salir de Pekín sin permiso por un año. Los partidarios de Ai vieron su detención como una represalia por sus críticas al gobierno. El 23 de junio de 2011, el profesor Wang Yujin de la Universidad China de Ciencias Políticas y Derecho declaró que la liberación de Ai bajo fianza demuestra que el gobierno chino no pudo encontrar ninguna evidencia sólida de los supuestos "delitos económicos". El 24 de junio de 2011, Ai dijo a un periodista de Radio Free Asia que estaba agradecido por el apoyo del público en Hong Kong y elogió su sociedad consciente. Ai también mencionó que su detención por el régimen chino era infernal (chino: 九死一生), subrayó, también, que le estaba prohibido decir mucho a los periodistas.
Después de su liberación, su hermana dio algunos detalles sobre su estado de detención a la prensa, explicando que fue sometido a una especie de tortura psicológica: fue detenido en una pequeña habitación con luz constante, con dos guardias muy cerca de él en todo momento, mirándolo constantemente. En noviembre, las autoridades chinas investigaron, de nuevo, a Ai y sus asociados, esta vez con cargo de difusión de pornografía. Posteriormente, Lu fue interrogado por la policía, y puesto en libertad después de varias horas, los cargos exactos no fueron claros.
En el 21 de junio de 2012, la fianza de Ai fue levantada. A pesar de que se le permitía salir de Pekín, la policía informó que aún tenía prohibido viajar a otros países porque es "sospechoso de otros delitos", incluyendo pornografía, bigamia e intercambio ilegal de moneda extranjera. Desde entonces permaneció bajo estrecha vigilancia y restricciones de movimiento, pero siguió siendo criticado por su trabajo. En 2015, el régimen chino le autorizó a salir del país y se trasladó a vivir a Berlín. 

### Evasión de impuestos
En junio de 2011, la Oficina de Impuestos Local de Pekín demandó por un total de más de 12 millones de yuanes (US $1,850,000) a Beijing Fake Cultural Development Ltd. en impuestos no pagados y multas, se concedieron tres días para apelar la demanda por escrito. Según la esposa de Ai, la empresa contrató dos abogados de Pekín como defensa. La familia de Ai dijo que él no es "ni el jefe ejecutivo, ni el representante legal de la empresa, sino que está registrada a nombre de su esposa."
Ofertas de donaciones por parte de los fanes de Ai llegaron de todo el mundo cuando se anunció la multa. Finalmente una campaña de préstamo en línea se inició el 4 de noviembre de 2011, y cerca de 9 millones de RMB fueron recogidos en diez días, gracias a 30.000 contribuciones. Aviones de papel fueron arrojados sobre las paredes del estudio, las donaciones se hicieron en cantidades simbólicas como 8964 (4 de junio de 1989, Masacre de Tiananmen) o 512 (12 de mayo de 2008, terremoto de Sichuan). Para agradecer a los acreedores y reconocer las contribuciones como préstamos, Ai diseñó y emitió los recibos de préstamos a todos los que participaron en la campaña. Los fondos recaudados de la campaña se utilizaron como garantía, requerido por la ley para una apelación en el caso de impuestos. Los abogados que representaban a Ai presentaron una apelación contra la multa en enero de 2012; el gobierno chino, posteriormente, acordó llevar a cabo una revisión.
En junio de 2012, el tribunal escuchó el caso de apelación de impuestos. La esposa de Ai, Lu Qing, representante legal de la empresa de diseño, asistió a la audiencia. Lu fue acompañada por varios abogados y un contador, pero los testigos que habían solicitado declarar, incluyendo a Ai, fueron revocados de la corte. El Sr. Ai afirma que todo el asunto, incluyendo los 81 días que pasó en la cárcel en 2011, estuvo destinado a suprimir sus provocaciones. Ai dijo que no tenía ninguna ilusión en cuanto al resultado del caso, asegurando que la corte protegería los intereses del gobierno. El 20 de junio, cientos de partidarios de Ai se reunieron fuera de la Corte de Distrito de Chaoyang en Pekín a pesar de un pequeño ejército de policías, algunos de los cuales grabaron la multitud. El 20 de julio, la apelación fiscal de Ai fue rechazada en el tribunal. El mismo día el estudio de Ai publicó "The Fake Case", que realiza seguimiento e historia del caso, incluyendo una línea de tiempo y la liberación de los documentos oficiales. El 27 de septiembre, el tribunal confirmó 2.4 millones en evasión de impuestos. Ai había depositado previamente 1.33 millones en una cuenta controlada por el gobierno con el fin de apelar. Ai dijo que no va a pagar el resto porque no reconoce el cargo.
En octubre de 2012, las autoridades revocaron la licencia de Beijing Fake Cultural Development Ltd. por no volver a registrarse, un requisito anual. La empresa no fue capaz de completar este procedimiento ya que sus materiales y sellos fueron confiscadas por el gobierno.

## Trabajo artístico

### Arte visual

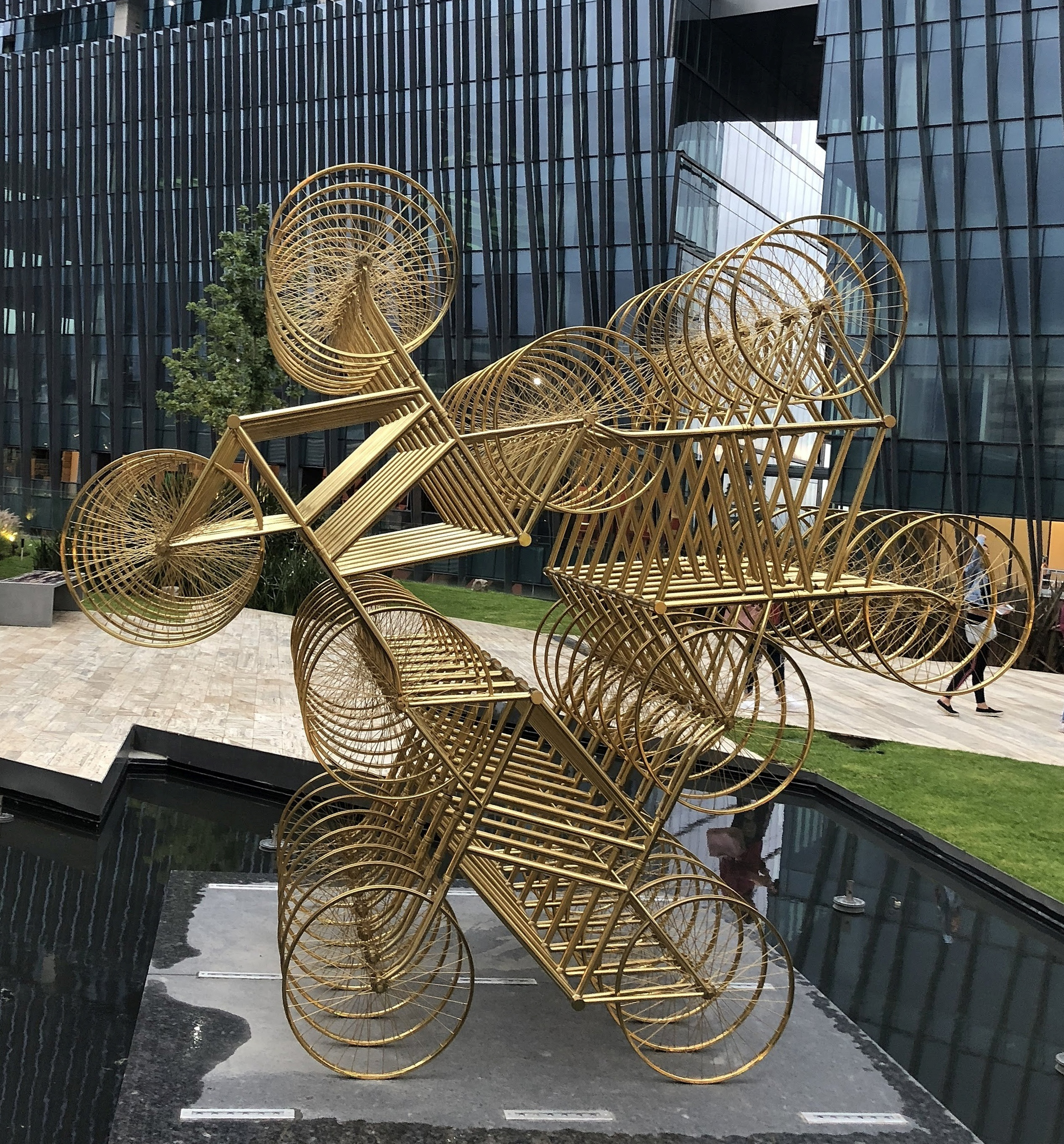
Escultura Para siempre (2018) en Artz Pedregal, Ciudad de México

El arte visual de Ai Weiwei incluye instalaciones escultóricas, carpintería, vídeo y fotografía. "Ai Weiwei: According to What" adaptado y ampliado por el Museo Hirshhorn y Jardín de Esculturas a partir de una exposición de 2009 en el Museo de Arte de Tokio Mori, fue el primer museo de América del Norte en realizar una retrospectiva de Ai. Se abrió en Hirshhorn en Washington D. C., en 2013 y posteriormente viajó a Brooklyn Museum, Nueva York y otros dos lugares.
Trabajos más recientes abordan su investigación sobre las secuelas del terremoto de Sichuan y las respuestas a su detención por parte del gobierno chino.
En 2018 estrenó su escultura Para siempre, una exhibición permanente en el jardín del centro comercial de lujo Artz Pedregal en la Ciudad de México.

### Arquitectura

#### Jinhua Park
En 2002, fue el curador del proyecto Jinhua Architecture Park.

#### Tsai Residence
En 2006, Ai y HHF Architects diseñaron una residencia privada al norte del estado de Nueva York para los coleccionistas Christopher Tsai y André Stockamp. Según New York Times, Tsai Residencia se divide en cuatro módulos y los detalles son "extraordinariamente refinados". En 2009, Chicago Athenaeum Museum of Architecture and Design seleccionó la residencia para el Premio Internacional de Arquitectura, uno de los más prestigiosos del mundo para arquitectura moderna, de paisaje, interiores y planificación urbana. En 2010, la revista Wallpaper nominó la residencia para su categoría Premios Wallpaper Design: Mejor Casa Privada. Un hostal individual, también diseñado por Ai y HHF Architects, se completó después de la casa principal y, de acuerdo con New York Magazine, parece un "boomerang flotante de acero Cor-Ten oxidado".

#### Ordos 100
En 2008, Ai ayudó con el proyecto de arquitectura Ordos 100 en Ordos City, Mongolia. Invitó a 100 arquitectos de 29 países para participar en este proyecto.

#### Estadio Nacional de Pekín

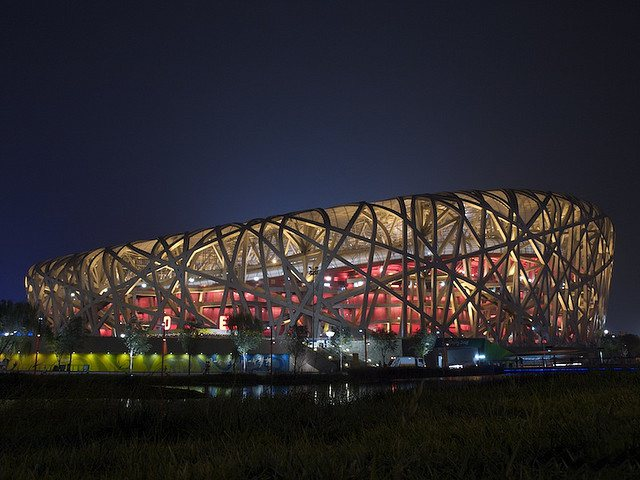
El Estadio Nacional de Pekín durante los Juegos Olímpicos de 2008

Ai fue comisionado como asesor artístico para el diseño para el Estadio Nacional de Pekín, también conocido como el "Nido de Pájaro", en los Juegos Olímpicos de 2008, colaborando con la firma suiza Herzog & de Meuron. Aunque ignorado por los medios de comunicación chinos, Ai había expresado su opinión vista anti-Olimpiadas. Más tarde se distanció del proyecto, diciendo: "Me he olvidado de ello, ignoro todas las demandas para tener fotografías con el", añadiendo que es como "fingir una sonrisa" de mal gusto. En agosto de 2007, acusó a los coreógrafos de la ceremonia de inauguración, incluyendo a Steven Spielberg y Zhang Yimou, de no estar a la altura de su responsabilidad como artistas. Ai dijo: "Es un asco. No me gusta alguien que descaradamente abusa de su profesión, que no hace ningún juicio moral". En febrero de 2008, Spielberg se retiró de su papel como asesor de los Juegos Olímpicos. Cuando se le preguntó por qué participó en el diseño del Nido de Pájaro Ai respondió: "Lo hice porque me encanta el diseño."

#### Pabellón Serpentine
En el verano de 2012, Ai se asoció de nuevo con Herzog & de Meuron en un "aspirante a sitio arqueológico, como un juego hacer-creer y un recuerdo fugaz". Serpentine Gallery Pavilion está en Kensington Gardens, Londres.

### Música
El 24 de octubre de 2012, Ai realizó un cover de Gangnam Style, el famoso fenómeno de K-pop del rapero PSY originario de Corea del Sur, la canción fue publicada en Youtube con una duración de cuatro minutos. El video fue una crítica al intento por parte del gobierno chino para silenciar su activismo; fue bloqueado rápidamente por las autoridades nacionales.
El 22 de mayo de 2013, Ai Weiwei debutó con su primer sencillo Dumbass en internet, con un video musical del cineasta Christopher Doyle. El video era una reconstrucción de la experiencia de Ai Weiwei en prisión, durante su detención de 81 días, sumergiéndose dentro y fuera de la realidad de la prisión, incluyendo fantasías de los soldados que custodiaban. Más tarde se dio a conocer un segundo sencillo, Laoma Tihua, el 20 de junio de 2013 junto con un vídeo basado en su experiencia en vigilancia estatal, con imágenes compiladas de documentales de su estudio. El 22 de junio de 2013, en el segundo aniversario de la liberación de Ai, lanzó su primer álbum The Divine Comedy. En agosto, se dio a conocer un tercer video musical de la canción Chaoyang Park, también incluido en el álbum.

### Otros compromisos
Ai Weiwei es el director artístico de China Art Archives & Warehouse (CAAW), la cual cofundó en 1997. CAAW es un archivo de arte contemporáneo y galería experimental en Pekín se concentra en arte experimental de la República Popular de China, iniciando y facilitando exposiciones dentro y fuera de China. El edificio que lo alberga fue diseñado por Ai en 2000.
El 15 de marzo de 2010, Ai participó en Digital Activism in China, una discusión organizada por Paley Media Center en Nueva York con Jack Dorsey (fundador de Twitter) y Richard MacManus. Ese año también se desempeñó como miembro del jurado para Future Generation Art Prize en Kiev, Ucrania; contribuyó con el diseño para Comme de Garcons Aoyama en Tokio, Japón y participó en una charla con el ganador del Premio Nobel Herta Müller en International Culture festival Litcologne en Colonia, Alemania.
En 2011, Ai fue jurado de una iniciativa internacional para encontrar un logotipo universal de los Derechos Humanos. El diseño ganador, que combina la silueta de una mano con la de un pájaro, fue elegido entre más de 15.300 propuestas de más de 190 países. El objetivo de la iniciativa era crear un logo de reconocimiento internacional para apoyar el movimiento mundial de derechos humanos. En 2013, después de que se reveló la existencia de PRISM, Ai dijo que "A pesar de que sabemos que los gobiernos hacen todo tipo de cosas, me quedé muy sorprendido por la información acerca de la operación de vigilancia de Estados Unidos, Prisma. para mí, es abusiva, utiliza los poderes del gobierno para interferir en la vida privada de las personas. Este es un momento importante para la sociedad internacional, dando la oportunidad de reconsiderar y proteger los derechos individuales."
Ai diseñó la portada para la edición del 17 de junio de 2013 de la revista Time. El tema de portada, por Hannah Haya, es "How China Sees the World". La revista TIME lo llamó "la cubierta más hermosa que hemos hecho en nuestra historia".
En 2011, Ai se desempeñó como codirector y curador de Gwangju Design Biennale, y co-comisario de la exposición Shanshui en el Museo de Arte de Lucerna. También en 2011, Ai habló para TED, como un profesor invitado en la Escuela de Arquitectura y Diseño de Oslo.
En 2013, Ai Weiwei se convirtió en embajador de Reporters Without Borders. Dio un centenar de fotografías a la ONG esperando lanzar un libro de fotos y un álbum digital, ambos se venden con el fin de financiar proyectos para la libertad de información.
En 2014-2015 Ai explora los derechos humanos y la libertad de expresión a través de una exposición creada exclusivamente para Alcatraz, una notoria penitenciaría federal (27 de septiembre de 2014 a 26 de abril de 2015). Ai revela nuevas perspectivas en Alcatraz exhibition lo que contradice y plantea preguntas sobre los derechos humanos y la libertad de expresión tomando en cuenta el legado de la isla como fortaleza militar del siglo XIX.

## Premios y distinciones
Festival Internacional de Cine de Venecia
| Año  | Categoría                                | Trabajo nominado | Resultado |
| ---- | ---------------------------------------- | ---------------- | --------- |
| 2017 | Enrico Fulchignoni – Premio CICT-UNESCO  | Marea Humana     | Ganador   |
| 2017 | Premio Fondazione Mimmo Rotella          | Marea Humana     | Ganador   |
| 2017 | Premio Fair Play Cinema-Mención especial | Marea Humana     | Ganador   |
| 2017 | Premio Cine de la UNICEF                 | Marea Humana     | Ganador   |

- 2006 - Premio George Polk Career concedido por la Universidad de Long Island para recompensar las contribuciones a la integridad periodística y los reportajes de investigación.

2008 Chinese Contemporary Art Awards, Logro de vida.
2009 GQ Hombre del año 2009, Moral Courage (Alemania); The Art Review Power 100, rank 43; International Architecture Awards, Anthenaeum Museum of Architecture and Design, Chicago, EU.
2010 En marzo de 2010, Ai recibió un doctorado honorario por la Facultad de Ciencias Políticas y Sociales de la Universidad de Ghent, Bélgica.
En septiembre de 2010, Ai recibió Das Glas der Vernunft (El Cristal de la Razón), Kassel Citizen Award en Kassel, Alemania.
Ai fue ranked como el número 13 en la guía de las 100 figuras más importantes del arte contemporáneo según ArtReview: Power 100, 2010. En 2010 fue, también, premiado con Wallpaper Design Award por Tsai Residence, ganando Mejor Casa Privada.
2011 El 20 de abril de 2011, Ai fue profesor visitante en Berlín University of the Arts.
En octubre de 2011 la revista ArtReview nombró a Ai el #1 de su lista anual "Power 100", la decisión fue criticada por el gobierno chino. Liu Weimin, ministro chino, dijo: "China tiene muchos artistas que tienen capacidad suficiente. Creemos que una selección que se basa puramente en un sesgo político y perspectiva ha violado los objetivos de la revista."
En diciembre de 2011, Ai fue uno de los cuatro subcampeonatos en Person of the Year de Time. Otros premios incluyen: Wall Street Journal Innovators Award (Arte), Foreign Policy Top Global Thinkers de 2011, rank 18; The Bianca Jagger Human Rights Foundation Award for Courage; ArtReview Power 100, rank 1; Membership at the Academy of Arts, Berlin, Alemania; The 2011 TIME 100; The Wallpaper 150; Honorary Academician at the Royal Academy of Arts, Londres y Skowhegan Medal for Multidisciplinary Art, Nueva York.
2012 Junto con el activista de derechos de las mujeres saudíes Manal al-Sharif y el disidente birmano Aung San Suu Kyi,, Ai recibió Václav Havel Prize for Creative Dissent de la Fundación de Derechos Humanos el 2 de mayo de 2012. Ai también recibió un título honorario de Pratt Institute, de Royal Institute of British Architects, fue elegido como miembro Extranjero de la Real Academia Sueca de las Artes, y el destinatario de The International Center of Photography Cornell Capa Award. Ai se clasificó tercero en poder de ArtReview 100. Fue uno de 12 Visionarios honrados por Conde Nast Traveler, junto con Hillary Clinton, Kofi Annan y Nelson Mandela.
2013 En abril, Ai Weiwei recibió el Premio de la Asociación Tasadores a la Excelencia en las Artes. Fast Company lo puso en su lista de las 100 personas más creativas en los negocios. Su invitado a editar en la edición del 18 de octubre de The New Statesman ganó Amnesty Media Award en junio de 2013. Recibió el Premio a la Trayectoria St. Moritz Art Masters por Cartier en agosto. Su documental Ping'an Yueqing (2012) ganó el "Spirit of Independence" premio del Festival de Cine Independiente de Pekín. Fue clasificado #9 en poder de ArtReview 100. Recibió un doctorado honorario en Fine Arts por Maryland Institute College of Art en Baltimore, EU.

## Lecturas
- Du Bin (2012). God Ai (艾神). Xianggang: Shuo yuan shu she. ISBN 9789881644213.
- Ai Weiwei (31 de enero de 2011). Ai Weiwei: Fairytale (DVD). JRP|Ringier. ISBN 978-3-03764-153-8.
- Laura Murray Cree, ed. (abril de 2009). Ai Weiwei: Under Construction. Sydney: University of New South Wales Press. ISBN 978-1-921410-73-4.
- Smith, Karen; Obrist, Hans Ulrich; Fibicher, Bernard (2 de abril de 2009). Ai Weiwei. Phaidon Press. ISBN 978-0-714848-89-1.
- Tinari, Philip; Merewether, Charles (2 de agosto de 2008).  Urs Meile, Peter Pakesch, Ai Weiwei, ed. Ai Weiwei: Works 2004–2007. JRP|Ringier. ISBN 978-3-905829-27-3.

## Biografía
Ai, Weiwei (2 de abril de 2007).  Chen Weiqing, ed. Ai Weiwei: Fragments Beijing 2006. Timezone 8. ISBN 978-988-99015-3-0.